# ABHD17A
ABHD17A (англ. Abhydrolase domain containing 17A) – білок, який кодується однойменним геном, розташованим у людей на короткому плечі 19-ї хромосоми. Довжина поліпептидного ланцюга білка становить 310 амінокислот, а молекулярна маса — 33 990.
| 10         |  | 20         |  | 30         |  | 40         |  | 50         |
| ---------- |  | ---------- |  | ---------- |  | ---------- |  | ---------- |
| MNGLSLSELC |  | CLFCCPPCPG |  | RIAAKLAFLP |  | PEATYSLVPE |  | PEPGPGGAGA |
| APLGTLRASS |  | GAPGRWKLHL |  | TERADFQYSQ |  | RELDTIEVFP |  | TKSARGNRVS |
| CMYVRCVPGA |  | RYTVLFSHGN |  | AVDLGQMSSF |  | YIGLGSRLHC |  | NIFSYDYSGY |
| GASSGRPSER |  | NLYADIDAAW |  | QALRTRYGIS |  | PDSIILYGQS |  | IGTVPTVDLA |
| SRYECAAVVL |  | HSPLTSGMRV |  | AFPDTKKTYC |  | FDAFPNIEKV |  | SKITSPVLII |
| HGTEDEVIDF |  | SHGLALYERC |  | PKAVEPLWVE |  | GAGHNDIELY |  | SQYLERLRRF |
| ISQELPSQRA |  |            |  |            |  |            |  |            |

A: Аланін

C: Цистеїн

D: Аспарагінова кислота

E: Глутамінова кислота

F: Фенілаланін

G: Гліцин

H: Гістидин

I: Ізолейцин

K: Лізин

L: Лейцин

M: Метіонін

N: Аспарагін

P: Пролін

Q: Глутамін

R: Аргінін

S: Серин

T: Треонін

V: Валін

W: Триптофан

Кодований геном білок за функціями належить до гідролаз, фосфопротеїнів. 
Задіяний у такому біологічному процесі, як альтернативний сплайсинг. 
Секретований назовні.